# Pectis saturejoides
Pectis saturejoides là một loài thực vật có hoa trong họ Cúc. Loài này được (Mill.) Sch. Bip. mô tả khoa học đầu tiên năm 1856.